# Салвинов курасо
Салвинов курасо (лат. Mitu salvini) је врста птице из рода Mitu, породице Cracidae. Живи у Колумбији, Еквадору и Перуу. Природна станишта су јој суптропске и тропске влажне низинске шуме на надморској висини до 600 метара.

## Опис
Дуга је просечно око 89 сантиметара. Перје јој је црно са светлоплавим боковима, трбухом и белим врхом репа. Кљун јој је црвене или наранџасте боје, те је јако избочен и збијен, док су ноге црвенкасте. Копнена је птица, а храни се плодовима и семеном разних биљака. Храну тражи сама, у пару или у мањим групама.